# کیتانا باکر
کیتانا باکر (انگلیسی: Kitana Baker؛ زاده ۱۵ ژوئیهٔ ۱۹۷۷) یک بازیگر و مانکن اهل کشور آمریکا است.